# Homapoderus melanocnemis
Homapoderus melanocnemis es una especie de coleóptero de la familia Attelabidae.

## Distribución geográfica
Habita en Guinea África.